# Język sira
Język sira – język z rodziny bantu, używany w Gabonie i Kongu. W 1971 roku liczba mówiących wynosiła ok. 17 tysięcy.